# Coscinia pseudozatima
Coscinia pseudozatima là một loài bướm đêm thuộc phân họ Arctiinae, họ Erebidae.